# Kate McIlroy
Kate McIlroy (Wellington, 26 de agosto de 1981) es una deportista neozelandesa que compitió en triatlón.
Ganó dos medallas en el Campeonato Mundial de Triatlón por Relevos Mixtos, plata en 2013 y bronce en 2010, y una medalla de plata en el Campeonato de Oceanía de Triatlón de 2013.

## Palmarés internacional
| Campeonato Mundial por Relevos Mixtos | Campeonato Mundial por Relevos Mixtos | Campeonato Mundial por Relevos Mixtos | Campeonato Mundial por Relevos Mixtos |
| Año                                   | Lugar                                 | Medalla                               | Prueba                                |
| ------------------------------------- | ------------------------------------- | ------------------------------------- | ------------------------------------- |
| 2010                                  | Lausana (Suiza)                       | Medalla de bronce                     | Relevo mixto                          |
| 2013                                  | Hamburgo (Alemania)                   | Medalla de plata                      | Relevo mixto                          |
| Campeonato de Oceanía                 |                                       |                                       |                                       |
| Año                                   | Lugar                                 | Medalla                               | Prueba                                |
| 2013                                  | Wellington (Nueva Zelanda)            | Medalla de plata                      | Individual                            |